# 五乙酸二锝
五乙酸二锝是一种配位聚合物，化学式为Tc2(O2CCH3)4(O2CCH3)。它可由高锝酸钾和乙酸在60~70 atm的氢气气氛中于200 °C反应得到，或通过二氧化锝和乙酸、乙酸酐在240~250 °C反应得到。其分子中的[Tc2(O2CCH3)4]+单元经桥联乙酸根配体连接，形成长链。